# 하라 히사코 (배우)
하라 히사코(일본어: 原 ひさ子, 1909년 8월 6일 ~ 2005년 12월 4일)는 일본의 배우이다. 시즈오카현 출신이다.